# Frieden von Stockholm (1719)
Bündnisverträge

Preobraschenskoje (1699) • Dresden (1699) • Narva (1704) • Dresden (1709) • Thorn (1709) • Kopenhagen (1709) • Hannover (1710) • Lutsk (1711) • Adrianopel (1713) • Schwedt (1713) • Stettin (1715) • Berlin (1715) • Greifswald (1715)
Friedensverträge

Traventhal (1700) • Warschau (1705) • Altranstädt (1706) • Pruth (1711) • Frederiksborg (1720) • Stockholm (1719) • Stockholm (1720) • Nystad (1721)  • Stockholm (1729)
Kapitulationen

Estland und Livland (1710)
Der Frieden von Stockholm von 1719 war ein separater Friedensvertrag zwischen Kurhannover und dem Königreich Schweden, der am 9. Novemberjul. / 20. November 1719greg. den Kriegszustand beider Staaten im Großen Nordischen Krieg beendete.

## Hintergrund
Hannover wurde 1712 in den Großen Nordischen Krieg hineingezogen, als Dänemark das schwedische Bremen-Verden besetzte. Hannover musste verhindern, erneut vom Zugang zum Meer abgeschnitten zu werden, und besetzte seinerseits Verden und einen kleinen Teil Bremens. Am 2. Mai 1715 trat Dänemark die Herzogtümer Bremen und Verden gegen eine finanzielle Entschädigung an Hannover ab. Hannover schloss sich mit seinem Eingreifen im Norden des Heiligen Römischen Reiches der Tripelallianz an.
Das Königreich Großbritannien, seit 1714 in Personalunion mit Hannover verbunden, beteiligte sich nicht direkt am Krieg, leistete den Nordischen Alliierten jedoch durch den Schutz der Schifffahrt und durch seine militärische Präsenz in der Ostsee indirekt Hilfe. Als Karl XII. im April 1715 Usedom besetzte, trat Preußen in den Krieg gegen Schweden ein; ihm folgte im Oktober Hannover. An dem Pommernfeldzug nahm Hannover auch militärisch teil.
Nach dem Tod Karls XII. 1718 bei der Belagerung von Frederikshald ging Schweden auf die Verhandlungsangebote Hannovers ein. Im Mai 1719 begannen in Stockholm die Hauptverhandlungen, die am 11. Juli 1719 zu einem Präliminarfrieden führten. Diesem folgten weitere Verhandlungen, die durch unterschiedliche Vorstellungen über die Höhe der Ablösesumme für Bremen-Verden, über die Modalitäten des Einsatzes der Royal Navy zum Schutz Schwedens und der Ostsee sowie über Besitzfragen schwedischer Bürger in Bremen-Verden erschwert wurden.
Im September/Oktober 1719 vereinigte sich die englische mit der schwedischen Flotte, was Russland zu einem Rückzug bewog und den Weg für die Einbeziehung Russlands in die Bemühungen der Friedensdiplomatie freimachte. Am 9. Novemberjul. / 20. November 1719greg. unterzeichneten Schweden und Hannover den ersten Friedensvertrag des Großen Nordischen Krieges, dem bis 1721 weitere Friedensabkommen mit den übrigen Kriegsgegnern folgten.

## Vertraglicher Rahmen
Die Bevollmächtigten des Vertragsschlusses waren auf schwedischer Seite: Reichsrat Graf Gustaf Cronhielm, Präsident des Kanzleikollegiums; Reichsrat Graf Karl Gustav Düker, Feldmarschall und Kriegsrat; Reichsrat Graf Gustaf Adam Taube, Oberstatthalter in Stockholm; Reichsrat Graf Magnus de la Gardie, Präsident im Kommerzkollegium; Etatssekretär Daniel Niklas von Höpken. 
Auf der Seite Hannovers war bevollmächtigt: Oberst Adolf Friedrich von Bassewitz, außerordentlicher und bevollmächtigter Minister.
Die Ausfertigung erfolgte auf Papier mit Unterschrift und Lacksiegel der schwedischen Bevollmächtigten auf schwarzen Schnüren.
Georg I. als Kurfürst von Hannover ratifizierte den Vertrag am 10. August 1719 zu Herrenhausen.

## Inhalt
- Artikel 1: Erklärung über Frieden und Freundschaft. Beendigung der feindlichen Handlungen und des Gebrauchs der Waffen.
- Artikel 2: Immerwährende Vergessenheit und Amnestie.
- Artikel 3: Bestätigung des Präliminarfriedensrezess vom 11./22. Juli 1719. Bestätigung der Abtretung der Herzogtümer Bremen und Verden. Bestimmungen über Amt und Stadt Wildeshausen. Entbindung Schwedens vom Direktorium des Niedersächsischen Kreises. Entbindung der Untertanen und Eingesessenen von den Pflichten gegenüber Schweden. Vorstellung des neuen Landes- und Oberherrn. Lehensrechtliche Bestimmungen. Bestimmungen über den Transfer von Briefschaften und Dokumenten.
- Artikel 4: Erklärung des Königs von Großbritannien als Herzog und Kurfürst von Braunschweig-Lüneburg über Freiheiten, Rechte, Besitzungen, Privilegien und Religionsausübung.
- Artikel 5: Erklärung über Eigentums- und Vermögensrechte.
- Artikel 6: Amnestie.
- Artikel 7: Bestimmungen über Verpfändungen.
- Artikel 8: Bestimmungen über die Fortsetzung der Freundschaften und Bündnisse. Bestimmungen über Geldzahlungen.
- Artikel 9: Status des Westfälischen Friedens.
- Artikel 10: Über Garantien.
- Artikel 11: Ratifikation.
- Artikel 12: Erklärung über den Tausch der Urkunden.

Separatartikel:

Ernennung von Kommissionen.
- Artikel 1: Kontributionszahlungen: Festung Ottersberg, Kriegsschiff Bremer Schlüssel
- Artikel 2: Entschädigungen für Ritterschaft und Adel.
- Artikel 3: Finanzverwaltung.
- Artikel 4: Status der Separatartikel.

## Weblink
- https://www.arcinsys.niedersachsen.de/arcinsys/detailAction?detailid=v3436698